# Le Chupacabra (The Walking Dead)
Le Chupacabra est le cinquième épisode de la saison 2 de la série télévisée The Walking Dead, classifiée dans le genre des séries télévisées d'horreur post-apocalyptique. L'épisode a d'abord été diffusée sur AMC aux États-Unis le 13 novembre 2011, et a été écrit par David Leslie Johnson-McGoldrick et réalisé par Guy Ferland. Dans cet épisode, Merle Dixon (Michael Rooker), apparaît comme une hallucination de son frère, Daryl.

## Intrigue
Dans le flashback d'ouverture, Lori et Shane, s'échappant vers un centre de réfugiés au début de l'épidémie, regardent avec horreur des hélicoptères militaires larguer du napalm sur Atlanta.
Dans le présent, les survivants poursuivent leur recherche de Sophia disparue. Hershel exprime son inquiétude à Rick que son groupe soit devenu trop à l'aise sur ses terres agricoles. Hershel est particulièrement préoccupé par la proximité entre Glenn et sa fille Maggie. Pendant ce temps, Glenn apprend accidentellement que Lori est enceinte et elle lui demande de garder le secret pour Rick.
Au cours d'une équipe de recherche, Shane dit à Rick que la recherche est inutile et qu'ils devraient continuer jusqu'à Fort Benning. Rick confie plus tard à Lori que Shane a peut-être raison. Lori confronte Shane en privé, lui rappelant que son bien-être et celui de Carl ne sont plus son problème.
Daryl part à cheval à la recherche de Sophia et finit par tomber sur sa poupée dans le lit d'une rivière. Alors qu'il suit la rivière, un serpent effraie son cheval et il est projeté, et est grièvement blessé par un de ses carreaux d'arbalète à la chute. Il commence à halluciner son frère disparu Merle, qui le réprimande pour avoir passé plus de temps à chercher Sophia que lui. Daryl se réveille à temps pour trouver un marcheur en train de mâcher sa chaussure. il l'envoie rapidement et un autre marcheur qui approche, et prend leurs oreilles comme un collier trophée.
Daryl boitille vers la ferme, et de loin, est confondu avec un marcheur; Andrea lui tire dessus, lui effleurant la tête et l'assommant. Rick atteint Daryl en premier et cache le collier d'oreille du marcheur avant qu'Hershel ne puisse le voir. Daryl est soigné et quand il se réveille, dit à Carol ce qu'il avait trouvé, ce dont elle est reconnaissante.
Carol et Lori tentent de rembourser Hershel pour son hospitalité en préparant le dîner, mais les tensions restent vives. Maggie passe discrètement une note à Glenn lui demandant quand ils pourront à nouveau faire l'amour. Cependant, Hershel et Dale Horvath en sont témoins. Glenn écrit une réponse et renvoie la note. Après le dîner, Maggie lit la réponse de Glenn et est horrifiée car il a promis de l'attendre dans la grange. Elle se précipite pour essayer de l'arrêter mais il est trop tard car Glenn découvre que la grange est remplie de rôdeurs.

## Production
"Le chupacabra" a été réalisé par Guy Ferland et écrit par David Leslie Johnson-McGoldrick. L'épisode présente le retour de Michael Rooker dans le rôle de Merle Dixon, qui a fait une apparition pour la dernière fois dans l'épisode de la saison 1 "T'as qu'à discuter avec les grenouilles". Rooker a confirmé son apparition à la convention Aliens to Zombies 2011 à l'hôtel Hollywood Roosevelt à Hollywood, en Californie. "Personne ne s'attendait à ce niveau de culte de Merle", a-t-il expliqué. "C'est un type tellement extravagant, fou, que tout va bien. Il y a une incertitude à propos de Merle, comme s'il reviendrait quand on s'y attendrait le moins. C'est le boogeyman, et les téléspectateurs adorent ce suspense. La question numéro un que j'ai' La question qui m'est posée est : 'Quand est-ce que votre personnage revient ?' Je ne peux pas dire quand, mais je promets que ce sera une course folle." L'écrivain Robert Kirkman a insisté sur le fait que Rooker était un délice pendant la production et espérait qu'il apparaîtrait régulièrement dans The Walking Dead.

"Chupacabra" analyse plus en détail le développement de Daryl Dixon. Dans l'épisode, Daryl continue de chercher Sophia ; finalement, il délire au bord d'une rivière, où il hallucine simultanément son frère disparu Merle . Kirkman a déclaré qu'il avait établi Daryl comme le survivaliste du groupe.
C'est bien de voir Daryl seul. Nous avons établi très tôt qu'il était le survivaliste du groupe et il est également intéressant de noter que ce type qui semble être un peu une figue de barbarie est celui qui se lance à fond dans cette mission de recherche de Sofia. C'est donc agréable de voir un petit côté doux en lui. Mais en même temps, vous le regardez couper les oreilles des zombies et en faire un collier, ce qui est un peu bizarre. 

## Accueil

### Audiences
Lors de sa diffusion initiale le 13 novembre 2011, "Le chupacabra" a été regardé par environ 6,12 millions de téléspectateurs, en légère baisse par rapport à l'épisode précédent.

### Accueil critique
Eric Goldman d'IGN a donné une critique favorable de l'épisode, louant le développement de Daryl Dixon et la performance de Norman Reedus, bien qu'il ait critiqué la lenteur de la ferme des Greene. Dans l'ensemble, il a attribué à l'épisode une note de 7,5 sur dix, une « bonne » note.